# Сублимация (физика)
Сублима́ция (от лат. sublimo «возносить»), возго́нка — переход вещества из твёрдого состояния сразу в парообразное, минуя стадию плавления (перехода в жидкое состояние) и кипения. Поскольку при возгонке изменяется удельный объём вещества и  поглощается энергия (теплота сублимации), возгонка является фазовым переходом первого рода.
Обратным процессом является десублимация — конденсация вещества из парообразного состояния, минуя жидкое, непосредственно в твёрдое состояние. Как и сублимация, десублимация представляет собой фазовый переход первого рода. Десублимация может осуществляться на холодной поверхности или при смешении паров вещества с более холодным газом, при расширении некоторых сжатых газов (образование твёрдого диоксида углерода при работе углекислотных огнетушителей). Примерами десублимации служат такие атмосферные явления, как десублимация атмосферной влаги с образованием инея на поверхности земли и изморози на ветвях деревьев и проводах, морозных узоров на оконных стёклах. Образование и изменение ядер комет также имеет сублимационно-десублимационную природу.
Оба процесса — и сублимация, и десублимация — протекают при температуpaх и давлениях ниже тех, что соответствуют тройной точке рассматриваемого вещества.

## Примеры возгонки

### Сублимация иода
Возгонка характерна, например, для элементарного иода I2, который при нормальных условиях не имеет жидкой фазы: чёрные с голубым отливом кристаллы сразу превращаются (сублимируются) в газообразный молекулярный иод (медицинский «иод» представляет собой спиртовой раствор).

### Сублимация углекислого газа (сухого льда)
Сухой лёд (твёрдый углекислый газ) является наиболее типичным примером вещества, подвергающегося при нормальном атмосферном давлении возгонке. Температура сублимации углекислого газа составляет 194,65 K (или - 78,5°C), в жидком состоянии диоксид углерода может существовать только при повышенном давлении. Так, при 20°C диоксид углерода переходит в жидкость при давлении более 6 МПа (61.183 кгс/см²). 

### Сублимация льда
Хорошо поддаётся возгонке лёд, что определило широкое применение данного процесса как одного из способов сушки.

## Применение процесса
В промышленности сублимацию и десублимацию используют для выделения веществ из газовых потоков (например, фталевого ангидрида, гексафторида урана), очистки веществ, сублимационной сушки (например, пищевых продуктов), тепловой защиты летательных аппаратов при сверхзвуковых скоростях полёта, нанесения защитных и функциональных покрытий при изготовлении приборов и др.

### Применение сублимации в лабораторной технике
На эффекте возгонки основан один из способов очистки твёрдых веществ. При определённой температуре одно из веществ в смеси возгоняется с более высокой скоростью, чем другое. Пары очищаемого вещества конденсируют на охлаждаемой поверхности. Прибор, применяемый для этого способа очистки, называется сублиматор.

### Сублимационная сушка
Сублимационная сушка (иначе лиофилизация; лиофильная сушка) (англ. freeze drying или lyophilization) — процесс удаления растворителя из замороженных растворов, гелей, суспензий и биологических объектов, основанный на сублимации затвердевшего растворителя (льда) без образования макроколичеств жидкой фазы.
При промышленной возгонке сначала производят заморозку исходного тела, а затем помещают его в вакуумную  или заполненную инертными газами камеру. Физически процесс возгонки продолжается до тех пор, пока концентрация водяных паров в камере не достигнет нормального для данной температуры уровня, в связи с чем избыточные водяные пары постоянно откачивают. Возгонка применяется в химической промышленности, в частности, на производствах взрывоопасных или взрывчатых веществ, получаемых осаждением из водных растворов.
Возгонка также используется в пищевой промышленности: так, например, сублимированный кофе получают из замороженного кофейного экстракта через обезвоживание вакуумом. Фрукты после сублимирования весят в несколько раз меньше, а в воде восстанавливаются. Сублимированные продукты значительно превосходят сушёные по пищевой ценности, так как возгонке поддаётся только вода, а при термическом испарении теряются многие полезные вещества.